# La inquilina del vel
La inquilina del vel (anglès: The Adventure of the Veiled Lodger) (1927), un dels 56 contes de Sherlock Holmes escrits per l'autor britànic Sir Arthur Conan Doyle, és un dels 12 contes del cicle recollits com L'arxiu de Sherlock Holmes.

## Trama
Holmes rep la visita de la senyora Merrilow, una casera de South Brixton que té un hoste inusual que mai mostra la cara. La va veure una vegada per accident i va ser horriblement mutilada. Aquesta dona, abans molt tranquil·la, recentment s'ha posat a maleir a la nit, cridant "Assassí, assassí!" i "Bèstia cruel! Monstre!" A més, la seva salut ha empitjorat i s'està desgastant. La senyora Merrilow ha posat aquest cas a l'atenció de Holmes, ja que la seva inquilina, la senyora Ronder, no implicarà el clergat ni la policia en alguna cosa que li agradaria dir. Li ha dit a la seva propietària que esmenti Abbas Parva, sabent que Holmes entendria la referència.
De fet, ho fa. Va ser un cas d'allò més tràgic en què un lleó de circ es va deixar anar d'alguna manera i va atacar a dues persones, una de les quals va morir i l'altra molt desfigurada. Aparentment, aquesta última és aquest hostal, el primer era el seu marit. Holmes podria fer poc del cas en aquell moment, però potser si algú l'hagués contractat realment, el resultat hauria estat diferent. Tal com va ser, la investigació va decidir que el senyor Ronder va ser víctima de la mort per desventura. Tot i així, fins i tot la policia local estava una mica molesta en aquell moment.
Algunes incoherències aparegueren a la narració. Per exemple, el lleó formava part d'un acte que el senyor i la senyora Ronder feien a la seva gàbia, i eren ells els que l'alimentaven. Per què havia atacat de sobte els seus alimentadors? Per què no havia intentat escapar? Qui era aquest home que diverses persones van sentir cridar quan suposadament el senyor Ronder ja havia estat assassinat?
En arribar a Brixton, Holmes i Watson apareixen a l'habitació de la senyora Ronder, de la qual ella poques vegades surt. Porta el vel. El seu propòsit, segons sembla, és deixar net l'assumpte abans de morir. Ella li diu a Holmes i Watson que el senyor Ronder era un marit terrible, cruel i violent a l'extrem, fins i tot amb els animals del circ, però no li importava, tot i que va acabar al banc dels acusats diverses vegades. Era molt ric i les multes no significaven res.
El forçut del circ, Leonardo, era l'amant de la senyora Ronder. Sempre li va donar suport i l'encoratjava, que, al seu torn, va sentir que Leonardo era l'únic home que el seu marit temia. Finalment, la senyora Ronder i Leonardo es van adonar que el senyor Ronder no era apte per viure i van formar un pla per matar-lo. Com a part del pla, Leonardo va fer una porra amb cinc claus, que podria produir ferides que es podrien confondre amb les d'una pota de lleó. Aleshores, una nit a Abbas Parva, un petit poble de Berkshire on el circ estava acampat per a la nit, la senyora Ronder i Leonardo van dur a terme el seu pla. Quan la senyora Ronder i el seu marit van anar a la gàbia del lleó per alimentar-lo, Leonardo es va arrossegar darrere d'ells i va trencar el cap del senyor Ronder amb la porra, i la senyora Ronder va alliberar el lleó per fer semblar que s'havia alliberat i havia mort el seu marit. Però el lleó, després d'haver estat conduït a un frenesí d'alimentació per l'olor de la sang del senyor Ronder, es va girar i es va llançar sobre la senyora Ronder, mossegant-li la cara en el procés. En veure això, Leonardo va començar a cridar i va córrer a buscar ajuda dels altres membres del circ. Ell mateix podria haver salvat el seu amant utilitzant la porra del lleó, però era massa covard.
La senyora Ronder no va poder implicar Leonardo en l'assassinat del seu marit a la investigació, i ara només explica aquesta història a Holmes i Watson perquè creu que aviat morirà. Mai va tornar a veure ni sentir parlar de Leonardo, i més tard va saber que s'havia ofegat. Des de la nit de l'incident, viu sola i velada. Holmes només pot oferir consells en aquesta situació; en adonar-se que la senyora Ronder està contemplant el suïcidi, li recorda que la seva vida val alguna cosa com a exemple de patiment pacient en un món impacient. Ella respon a això aixecant el vel, i la vista és horrible.
No obstant això, Holmes rep una ampolla d'àcid prússic de la senyora Ronder un dia després. L'anava a fer servir per suïcidar-se, però en considerar el que Holmes li va dir, sembla que ho va pensar millor.

## Històrial de la publicació
"The Adventure of the Veiled Lodger" es va publicar per primera vegada als Estats Units a Liberty el gener de 1927, i es va publicar per primera vegada al Regne Unit a The Strand Magazine el febrer de 1927. La història es va publicar amb quatre il·lustracions de Frederic Dorr Steele a Liberty, i amb tres il·lustracions de Frank Wiles al Strand. Va ser inclòs a la col·lecció de contes L'arxiu de Sherlock Holmes, que es va publicar al Regne Unit i als Estats Units el juny de 1927.

## Adaptacions

### Drames radiofònics i àudio
El 1932, la història va ser adaptada per Edith Meiser com a part de la sèrie de ràdio nord-americana The Adventures of Sherlock Holmes. Es va emetre el 26 de maig de 1932, amb Richard Gordon com Sherlock Holmes i Leigh Lovell com el Dr. Watson. Una altra dramatització de la història adaptada per Meiser es va emetre a la mateixa sèrie el 31 de març de 1935 (amb Louis Hector com Holmes i Lovell com Watson).
Meiser també va adaptar la història com a episodis de la sèrie de ràdio nord-americana The New Adventures of Sherlock Holmes que es va emetre el 15 de febrer de 1942 (amb Basil Rathbone com a Holmes i Nigel Bruce com a Watson) i el 20 de juny de 1948 (amb John Stanley com a Holmes i Alfred Shirley com a Watson).
"The Veiled Lodger" va ser dramatitzat per a BBC Radio 4 el 1994 per Roger Danes com a part de la sèrie de ràdio 1989–1998 protagonitzada per Clive Merrison com Holmes i Michael Williams com Watson. Va comptar amb Harriet Walter com Eugenia Ronder i Douglas Henshall com Leonardo.
El 2006, la història va ser adaptada per a la ràdio com a episodi de The Classic Adventures of Sherlock Holmes, una sèrie del programa de ràdio nord-americà Imagination Theatre, ambh John Patrick Lowrie com a Holmes i Lawrence Albert com a Watson.
El 2025, el podcast Sherlock & Co. va adaptar la història en una aventura de dos capítols anomenada "The Veiled Lodger", protagonitzada per Paul Waggot com Watson i Harry Attwell com Sherlock.

### Televisió
L'episodi de 1993 "The Eligible Bachelor" de la sèrie de Sherlock Holmes de Grenada Television amb Jeremy Brett com a Holmes integra el dispositiu narratiu, manllevat d'aquesta història, de Holmes sent contactat per una dona velada mutilada per un lleopard, però canvia els noms, els personatges i la situació per convertir-lo en un subelement d'una trama principal basada en "The Adventure of the Noble Bachelor".